# Yonago
Yonago (米子市 -shi) é uma cidade japonesa localizada na província de Tottori.
Em 2003 a cidade tinha uma população estimada em 140 220 habitantes e uma densidade populacional de 1 317,73 h/km². Tem uma área total de 106,41 km².
Recebeu o estatuto de cidade a 1 de Abril de 1927.